# Jemal Usman
 (décembre 2022).
République fédérale démocratique d'Éthiopie
Jemal Usman (Ge'ez: ጀማል ዑስማን) est un des 112 membres du Conseil de la Fédération éthiopien. Il est un des 19 conseillers de l'État Oromia et représente le peuple Oromo.